# Antoniówka Świerżowska
Antoniówka Świerżowska is een plaats in het Poolse district  Garwoliński, woiwodschap Mazovië. De plaats maakt deel uit van de gemeente Maciejowice en telt 420 inwoners.